# Piotr Blaik
Piotr Paweł Blaik (ur. 1942 w Nakle) – polski ekonomista, specjalizujący się w ekonomice obrotu towarowego, logistyce i marketingu; nauczyciel akademicki związany z opolskimi uczelniami.

## Życiorys
Urodził się w rodzinie chłopskiej. W latach 1956–1961 uczęszczał do Liceum im. Mikołaja Kopernika w Opolu. Następnie rozpoczął studia na kierunku matematycznym WSP w Opolu, po czym po zaliczeniu pierwszego semestru przeniósł się do Krakowa na kierunek: ekonomia handlu wewnętrznego Wyższej Szkoły Ekonomicznej. W 1967 r. ukończył studia i wrócił do Opola, gdzie podjął pracę w Banku Rolnym. Po kilku miesiącach przeniósł się do pracy do Zakładu Nauk Społeczno-Ekonomicznych Instytutu Śląskiego.
W 1974 uzyskał doktorat na krakowskiej Akademii Ekonomicznej na podstawie pracy: Determinanty efektywności społeczno-ekonomicznej handlu detalicznego wiejskiej spółdzielczości zaopatrzenia i zbytu. Po studiach wrócił do Instytutu Śląskiego, jednocześnie pracując na pół etatu w opolskiej WSP, wykładając ekonomię polityczną. Od 1976 pracował tylko w Instytucie Nauk Ekonomicznych WSP. Od lat 70. XX wieku był kierownikiem Katedry Marketingu i Logistyki INE. W latach 1977–1990 był zastępcą dyrektora, a następnie dyrektorem tego instytutu. W 1983 r. uzyskał habilitację na Uniwersytecie Ekonomicznym w Poznaniu na podstawie pracy: Racjonalizacja systemu przepływów towarowych produktów rolno-spożywczych. W latach 1990–1995 był prorektorem ds. dydaktycznych WSP (od 1994 roku już jako Uniwersytet Opolski). W 1991 r. dostał tytuł profesora nadzwyczajnego, a cztery lata później zwyczajnego. Ponadto prof. Blaik pracował na Wyższej Szkole Zarządzania i Administracji w Opolu, gdzie przez pewien czas był kierownikiem katedry Logistyki i Marketingu oraz na Politechnice Opolskiej, gdzie wykładał na Wydziale Zarządzania i Inżynierii Produkcji.

## Wybrane publikacje
- Logistyka. Koncepcja zintegrowanego zarządzania przedsiębiorstwem, wyd. PWE, Warszawa 1996.
- Integracja marketingu i logistyki – wybrane problemy, pod red. R.Matwiejczuk, współautorzy: R. Matwiejczuk, T. Pokusa, wyd. Politechniki Opolskiej, Opole 2005.
- Systemy i procesy zarządzania logistyczno – marketingowego. Aspekt efektywnościowy, wyd. UO, Opole 2007.
- Logistyczny łańcuch tworzenia wartości,wyd. UO, współautor: R. Matwiejczuk, Opole 2008.